# Leonid Rógozov
Leonid Ivánovich Rógozov (en ruso: Леонид Иванович Рогозов, estación de Dauriya, 14 de marzo de 1934-San Petersburgo, 21 de septiembre de 2000) fue un médico ruso que participó en la sexta Expedición Antártica Soviética en 1960-1961. Era el único médico destinado en la base Novolázarevskaya. Mientras estaba allí desarrolló una apendicitis que lo obligó a practicarse una apendicectomía. Eso lo convirtió en un famoso caso de autocirugía.

## Primeros años
Leonid Rógozov nació en Dauriya, una remota aldea en el este de Siberia, a 14 km al noreste de la triple frontera entre la Unión Soviética, Mongolia y China, a 64 km de la pequeña ciudad de Manzhouli (China). Su padre murió en manos de los nazis alemanes en la Segunda Guerra Mundial en 1943. En 1953 completó sus estudios en una escuela secundaria en Minusinsk, Krai de Krasnoyarsk e ingresó en el Instituto Médico Pediátrico de Leningrado (actual San Petersburgo). Después de graduarse en 1959 como médico general comenzó el entrenamiento clínico para especializarse en cirugía. En septiembre de 1960, a la edad de 26 años, interrumpió su entrenamiento y se unió a la sexta Expedición Antártica Soviética como médico.

## Servicio antártico
Desde septiembre de 1960 hasta octubre de 1962, Rógozov trabajó en la Antártida, integrando un equipo de trece investigadores de la base Novolázarevskaya, que fue establecida en enero de 1961.
En la mañana del 29 de abril de 1961, Rógozov experimentó debilidad general, náuseas y fiebre moderada, y más tarde dolor en el cuadrante inferior derecho del abdomen. Ningún tratamiento le ayudó. El 30 de abril se hicieron evidentes los signos localizados de una peritonitis, y su estado de salud empeoró considerablemente durante la noche. La base Mirni era la estación soviética de investigación más cercana, a 3074 km de Novolázarevskaya. Las estaciones antárticas de investigación de otros países no disponían de avión. Las severas condiciones antárticas impedirían el aterrizaje de aeronaves. Rógozov no tenía más opción que realizarse una autocirugía.
La operación comenzó alrededor de las 22:00 del 30 de abril de 1961.
Rógozov se inyectó en la pared abdominal una solución de 0,5 % de novocaína como anestesia local. Con la ayuda del conductor de tractores y el meteorólogo, que le alcanzaban los instrumentos y la utilización de un espejo para observar las áreas no directamente visibles, mientras estaba en una posición semirreclinada, se volvió hacia su lado izquierdo. Hizo una incisión de unos 12 cm para buscar el apéndice. Media hora después del inicio de la operación empezó a sentir debilidad general y náuseas, por lo que de ahí en adelante tuvo que hacer varias pausas para descansar. Según su informe, el inflamado apéndice tenía una perforación de 2 × 2 cm en la base. Rógozov inyectó antibióticos directamente en la cavidad peritoneal. Cerca de la medianoche terminó la operación.
Después de un breve período de debilidad posoperatoria, los signos de peritonitis desaparecieron. La temperatura de Rógozov volvió a la normalidad después de cinco días. Siete días después de la operación, se retiró los puntos de sutura y, en unas dos semanas, pudo reanudar sus actividades normales.
La autocirugía capturó la imaginación del público soviético. En 1961 fue galardonado con la Orden de la Bandera Roja del Trabajo.

## Años posteriores
En octubre de 1962, Rógozov regresó a Leningrado y empezó a hacer un doctorado (kandidat nauk) en su alma mater. En septiembre de 1966 fue galardonado con el doctorado con la tesis «La resección del esófago para el tratamiento del cáncer de esófago».
En los años siguientes trabajó como médico en varios hospitales de esa ciudad y desde 1986 hasta 2000 se desempeñó como jefe del Departamento de cirugía del Instituto de Investigación de Neumonología Tuberculosa.
Falleció el 21 de septiembre de 2000, de cáncer de pulmón.